# Blanot (Côte-d'Or)
Blanot é uma comuna francesa na região administrativa da Borgonha-Franco-Condado, no departamento de Côte-d'Or. Estende-se por uma área de 19,38 km². Em 2010 a comuna tinha 126 habitantes (densidade: 6,5 hab./km²).